# Khirane
Khirane est une commune de la wilaya de Khenchela en Algérie.